# Rex (chaise)
Pour les articles homonymes, voir Rex.

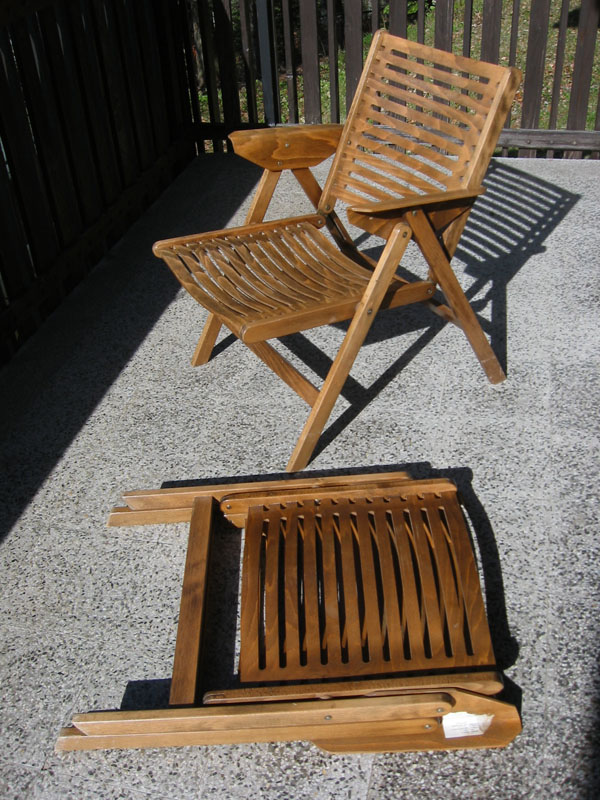
REX

Rex est une chaise pliante d'inspiration scandinave créée par le designer slovène Niko Kralj (1920-2013) en 1952.
Elle est inclus dans la collection du Museum of Modern Art (MoMA) de New York, a une place permanente au Designmuseum danois et a fait l'objet d'une exposition en 2004 au Musée d'Art Moderne de Ljubljana.